# Neobisium creticum
Espèce
Synonymes
- Obisium creticum Beier, 1931

Neobisium creticum est une espèce de pseudoscorpions de la famille des Neobisiidae.

## Distribution
Cette espèce est endémique de Crète en Grèce. Elle se rencontre à Akrotíri dans la grotte de Katholiko.

## Description
Neobisium creticum mesure de 3 à 3,5 mm.

## Systématique et taxinomie
Cette espèce a été décrite sous le protonyme Obisium creticum par Beier en 1931. Elle est placée dans le genre Neobisium par Beier en 1932.

## Étymologie
Son nom d'espèce lui a été donné en référence au lieu de sa découverte, la Crète.

## Publication originale
- Beier, 1931 : Zoologische Streifzüge in Attika, Morea und besonders auf der Insel Kreta. III. Pseudoscorpionidea. Abhandlungen herausgegeben vom Naturwissenschaftlichen Verein zu Bremen, vol. 28, p. 91-100 (texte intégral).